# Luis Tevenet
Luis García Tevenet (ur. 8 maja 1974 w Sewilli) – hiszpański trener i piłkarz, grający na pozycji napastnika.
W swojej karierze piłkarskiej Tevenet grał głównie w klubie Sevilla FC. W Primera División i Segunda División rozegrał łącznie 359 meczów, w których strzelił 70 goli.

## Kariera
Urodził się w Sewilli. Jest wychowankiem miejscowej Sevilli FC. Debiut w pierwszym zespole zaliczył 2 stycznia 1994 roku, kiedy to zagrał 29 minut w wygranym 1:0 meczu z Realem Sociedad. Następnie był głównie zawodnikiem rezerwowym.
W wieku 23 lat dołączył do drużyny „B” klubu Atlético Madryt. W pierwszej drużynie Atlético rozegrał 5 meczów w sezonie 1998/1999.
Po tym, Tevenet zaczął grać głównie w Segunda División i Segunda División B, w klubach Polideportivo Ejido, Algeciras CF, CD Numancia (z krótkim powrotem do Primera División w sezonie 2004/2005) i UE Lleida. W roku 2007 został zawodnikiem Orihuela CF. Po rozegraniu półtora sezonu zakończył karierę piłkarską i został trenerem tego klubu.
W latach 2009–2010 był trenerem Jerez Industrial CF. Od marca 2010 roku, po zwolnieniu przez zarząd Sevilli FC z funkcji trenera Manolo Jiméneza, Tevenet został asystentem nowego trenera tego klubu, Antonio Álvareza.

## Sukcesy
- 1999/2000 Segunda División (UD Las Palmas)
- 2000/2001 Segunda División (Sevilla FC)